# 2007년 아시아 청소년 야구 선수권 대회
2007년 아시아 청소년 야구 선수권 대회는 2007년 8월 25일부터 8월 29일까지 중화민국의 타이중 시에서 열린 일곱번째 아시아 청소년 야구 선수권 대회이다. 결선은 승자전이 아닌 리그전 방식으로 진행되었다.

## 결선
| 팀            | 순위 | 경기 | 승 | 패 | 득 | 실 |
| ------------- | ---- | ---- | -- | -- | -- | -- |
| 중화 타이베이 | 1    | 5    | 5  | 0  | 54 | 0  |
| 대한민국      | 2    | 5    | 4  | 1  | 65 | 2  |
| 일본          | 3    | 5    | 3  | 2  | 50 | 13 |
| 태국          | 4    | 5    | 2  | 3  | 22 | 50 |
| 스리랑카      | 5    | 5    | 1  | 4  | 11 | 72 |
| 홍콩          | 6    | 5    | 0  | 5  | 6  | 83 |

| 2007년 아시아 청소년 야구 선수권 대회 |
| ------------------------------------- |
| 중화 타이베이 두 번째 우승            |